# Звіжинський Анатолій Євгенович
Анатолій Євгенович Звіжинський (нар. 7 грудня 1966, Івано-Франківськ) – український мистецтвознавець, художник, аніматор культури, упорядник мистецтвознавчих праць.

## Життєпис
У 1983 році закінчив Івано-Франківську художню школу. В 1992—1997 — навчався в Українській Академії мистецтв у Києві за фахом мистецтвознавець, спеціаліст з організації та управління художньою культурою. Під час навчання, в 1996—1997 — став співзасновником та був куратором галереї «Маргінеси», заснованої в Інститут журналістики в Києві.
У 2007 отримав стипендію міністра культури Польщі Gaude Polonia, Варшава, ЦСМ Замок Уяздовський, тутором був Г. Борковський. 
У 2008—2009 курував галерею «Маргінеси» та галерею «ЧЕЧ» (2018) в Івано-Франківську. Від 2013 до 2016 він співзасновник та директор муніципального Центру сучасного мистецтва (ЦСМ) в Івано-Франківську. В 2019 співпрацював з «Підземним переходом Вагабундо» в Івано-Франківську, у 2020 став співзасновником ГО «Ініціатива ЦСМ».
Від 2013 до 2016 року був директором муніципального Центру сучасного мистецтва.
У 2019—2021 — експерт Українського культурного фонду (УКФ), з 2022 — куратор візуального мистецтва сайту «Postimpreza».
З початку 1990-х у співпраці з однодумцями (Юрій Іздрик, Мирослав Король, Ростислав Котерлін, Ігор Перекліта, Мирослав Яремак, Ярослав Яновський та інші учасники «станіславського феномену») творили сучасне мистецтво як альтернативне і неофіційне, відірване від радянської і соцреалістичної тяглості. Заввіділом образотворчого мистецтва Художнього музею в Івано-Франківську, Віктор Мельник, писав про Анатолія Звіжинського: 

| «Відстороненість професійного мистецтвознавця-менеджера від того, що спекулятивно на рівні морально-естетичних маніпуляцій іменується „мистецтвом“, дозволяє йому дистанціюватися від речей випадкових, спостерігаючи процес „наживо“ як даність, що включає цілісність множин, ситуацій і рухів. Культивована у кращих традиціях класичного мистецтва міфологія жінки стала частиною особистісного бренду Анатолія Звіжинського: „Girl“ (2000), „Gipsy Girl“ (1999), „Fallen Angels“ (1992), серія „Зрада“ etc. Зовнішня плакатність подачі приховує вишукану естетику кольору та пластики, які влучно передають стан і настрій — миттєвий і універсальний водночас». |
Завдяки проведенню міжнародної бієнале «Імпреза» (1989—1997) та діяльності молодого покоління митців Івано-Франківськ став помітнішим на культурній мапі України та світу. У 1996 році на IV Петербурзькій бієнале: «Восточная Европа: Spatia nova» Звіжинський виступив куратором українського розділу, вперше задекларувавши «теорію» з назвою — «Лагідний тероризм», яка спрацювала подразником на міжнародній бієнале «Імпреза-97» та мала резонанс на однойменній виставці в Художньому музеї Івано-Франківська в рамках всеукраїнського фестивалю «Культурні герої» (2002).
За час роботи директором муніципального Центру сучасного мистецтва (2013—2016) було проведено близько 60 виставок, акцій, концертів, презентацій і видано 7 каталогів. У 2018 створено ГО «Ініціатива ЦСМ», колекція котрої налічує близько 300 творів українських та закордонних авторів. На базі архіву ЦСМ було упорядковано та надруковано альбом «Перший відмінок. Незалежне мистецтво Івано-Франківська» 2018.
Місця перебування творів Звіжинського: Художній музей, Івано-Франківськ; Муніципальна галерея, Єлгава, Латвія; Grynyov Art Collection; ZenkoFoundation; KogutiakFoundation.
Він є співредактором альманаху з проблем сучасного мистецтва «Кінець кінцем», автором статей про художників Івано-Франківська у часописах «Образотворче мистецтво», «ArtLine», «Галерея», «Місто», «A-Zart», інтернет-ресурси zbruc.eu, Art Ukraine та інших. 
Упорядник збірки (разом з І.Панчишином) «Імпреза, міжнародна бієнале», Лілея-НВ, 2012, Івано-Франківськ. Ініціатор та упорядник альбому «Перший відмінок. Незалежне мистецтво Івано-Франківська», ArtHuss, 2018, Київ. с. 303.

## Вибрані виставки

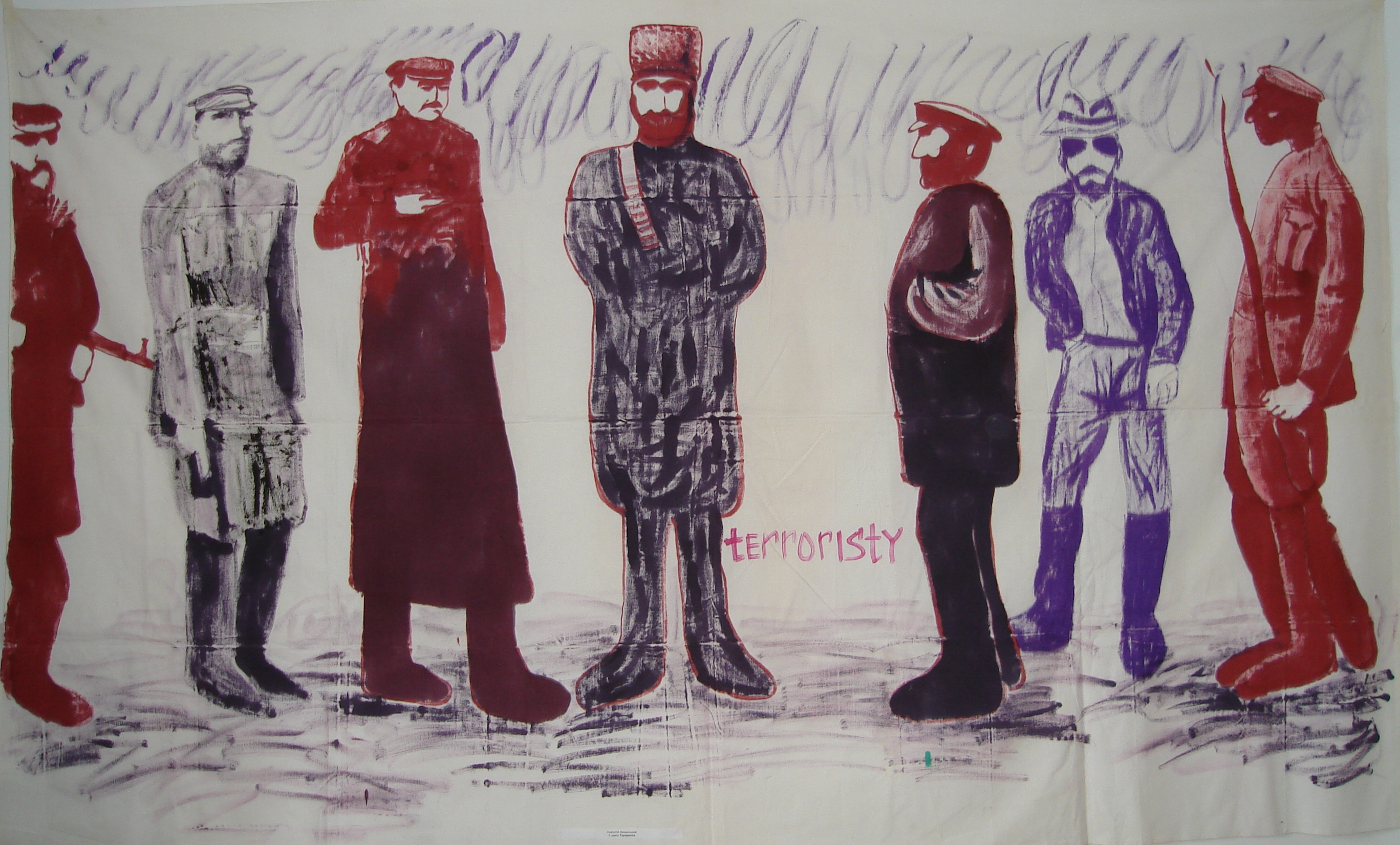
Анатолій Звіжинський «Terroristy» із серії «Лагідний тероризм» 1996, простирадло, чорнила, 120х160 см

Анатолій Звіжинський — учасник або організатор таких виставок:
1991 — «Імпреза. Провінційний додаток № 2», Івано-Франківськ
1992 — «Рубероїд № 1», Івано-Франківськ
1995 — Міжнародна бієнале «Імпреза-95»
1996 — «Ласковый терроризм», IV Петербурзька бієнале: «Восточная Европа: Spatia nova», Санкт-Петербург, Росія
1997 — «2000 рік вже настав», мейл-арт акція (спільно з Р. Котерліном)
1997 — Міжнародна бієнале «Імпреза-97», Івано-Франківськ
2002 — «Лагідний тероризм», фестиваль «Культурні герої», Художній музей, Івано-Франківськ
2003 — «Репозиція», галерея «Дзиґа», Львів
2005 — «Uwaga», Ополє, Польща
2007 — «Anarchia oligarchii», персональна, галерея Dzjałan, Варшава, Польща
2008 — «Elgavas Pils — 270», міжнародний мистецький симпозіум, Єлгава, Латвія
2008 — «Global money», (спільно з Р. Котерліном), галерея ЦЕХ, Київ
2014 — «The Eagled Landed», галерея Dzjałan, Варшава, Польща
2016 — «Галіція Культ», ЄрміловЦентр, Харків
2017 — «Порт'All. Permanent liminality», куратор візуальної частини Міжнародного фестивалю сучасного мистецтва Porto Franko, Івано-Франківськ
2017 — «Чеч (потік). Індивідуальна артикуляція», ZenkoGallery, Татарів
2018 — «Швидкорозчинний час», Мистецький арсенал, Київ
2018 — «Наприкінці. Finally», Мала галерея, Мистецький арсенал, Київ
2019 — «Індивідуальні артикуляції. Незалежне мистецтво Івано-Франківська», Музей сучасного українського мистецтва Корсаків, Луцьк
2020 — Галерея ЧЕЧ на KyivArtWeek, ТоронтоЦентр, Київ
2021 — «Болото», музей мистецтв Прикарпаття, галерея «Асортиментна кімната», Івано-Франківськ
2022 — «Immunität für die Kunst», Kunsthaus Alte Mühle, Шмалленберг, Німеччина